# Список княгинь московских
Список московских княгинь включает в себя хронологическое перечисление супруг князей московских и великих князей московских и владимирских.

## Характеристика
Князья московские заключали браки как по династическим соображениям с княжнами из других городов, так и по личным склонностям с женщинами, данных о чьём происхождении не сохранилось. После смерти мужа московские княгини и царицы обычно удалялись в монастырь, принимая в иночестве новое имя, под которым иногда упоминаются в источниках.
Второй брак московские князья заключали лишь в случае смерти своей супруги, но с Василия III начинается обычай, также встречавшийся в Византии и подхваченный русскими царями, «разводиться» с неугодными жёнами, ссылая их в монастырь. Судьба женщины обычно зависела от её способности родить наследника.

### Список
| Имя                                                                                | Имя в постриге                                                              | Илл. | Годы жизни            | Супруг               | Дата свадьбы   | Дети в браке                    | Утрата статуса                                                                       | Погребена                                                                         |
| ---------------------------------------------------------------------------------- | --------------------------------------------------------------------------- | ---- | --------------------- | -------------------- | -------------- | ------------------------------- | ------------------------------------------------------------------------------------ | --------------------------------------------------------------------------------- |
| Мария                                                                              |                                                                             |      | данных нет            | Даниил Александрович |                | наследник, сыновья, дочери      | данных нет                                                                           |                                                                                   |
| Имя неизвестно, дочь Константина Борисовича, князя ростовского                     |                                                                             |      |                       | Юрий III Даниилович  | 1297           | дочь                            |                                                                                      |                                                                                   |
| Кончака (в православии Агафья)                                                     |                                                                             |      | (ум.1318)             | Юрий III Даниилович  | 1317           | нет                             | умерла при жизни мужа, предположительно отравлена                                    |                                                                                   |
| Елена, предположительно дочь смоленского князя Александра Глебовича                | в иночестве Соломонида                                                      |      | (ум. 1 марта 1331)    | Иван I Калита        | год неизвестен | наследник, сыновья, дочери      | скончалась до смерти мужа, перед кончиной приняв обет                                | Собор Спаса на Бору (Кремль), могила утрачена                                     |
| Ульяна, происхождение неизвестно                                                   |                                                                             |      | данных нет            | Иван I Калита        | 1332           | только дочери (?)               | скончалась после смерти мужа                                                         |                                                                                   |
| Анастасия Гедиминовна, (до брака Айгуста), дочь великого князя литовского Гедимина | надгробие утрачено, имя в постриге установить невозможно                    |      | (ум. 11 марта 1345)   | Симеон Гордый        | 1333           | два младенца-мальчика и дочь    | умерла, приняв постриг                                                               | Собор Спаса на Бору (Кремль), могила утрачена                                     |
| Евпраксия Фёдоровна, дочь князя смоленского Фёдора Святославовича                  |                                                                             |      | (ум. 1348)            | Симеон Гордый        | 1345           | нет                             | через несколько месяцев после свадьбы отослана мужем и выдана замуж отцом за другого |                                                                                   |
| Мария Александровна, дочь Александра Михайловича Тверского                         | в иночестве Феотинья (Фетинья)                                              |      | (ум. 17 марта 1399)   | Симеон Гордый        | 1347           | сыновья, умершие в младенчестве | после смерти мужа ушла в монастырь                                                   | Собор Спаса на Бору (Кремль), могила утрачена                                     |
| Феодосия Дмитриевна, дочь Дмитрия Брянского                                        |                                                                             |      | (ум.1342)             | Иван II Красный      | 1341           | неизвестно                      | скончалась от чумы                                                                   |                                                                                   |
| Александра Ивановна, происхождение неизвестно                                      | в иночестве Мария                                                           |      | (ум. 26 декабря 1364) | Иван II Красный      | 1345           | наследник, сыновья, дочери      | умерла вдовой, перед смертью приняв иночество                                        | Собор Спаса на Бору (Кремль), могила утрачена                                     |
| Евдокия Дмитриевна                                                                 | в иночестве Ефросинья, канонизирована как преподобная Евфросиния Московская |      | (ок.1353-1407)        | Дмитрий Донской      | 1367           | наследник, сыновья, дочери      | после смерти мужа ушла в монастырь                                                   | Вознесенский монастырь; с 2008 г. мощи — в приделе св. Уара, Архангельский собор. |

### Великие княгини Московские и Владимирские
| Имя                                                                            | Имя в постриге                                                 | Портрет | Годы жизни                      | Супруг                 | Дата свадьбы                   | Дети в браке                | Утрата статуса | Погребена                                 |
| ------------------------------------------------------------------------------ | -------------------------------------------------------------- | ------- | ------------------------------- | ---------------------- | ------------------------------ | --------------------------- | --- | ----------------------------------------- |
| Софья Витовтовна                                                               | в иночестве Ефросинья                                          |         | (1371—1453)                     | Василий I Дмитриевич   | 1390                           | наследник, сыновья и дочери | пережила мужа, приняла постриг | Вознесенский монастырь Московского Кремля |
| Мария Ярославна, княжна боровская                                              | в иночестве Марфа                                              |         | (ум.1484)                       | Василий II Тёмный      | 1433                           | наследник, сыновья, дочери  | после смерти мужа ушла в монастырь | Вознесенский монастырь Московского Кремля |
| Анастасия Юрьевна                                                              |                                                                |         | (ум. 11 июля 1422)              | Юрий Дмитриевич        | 1400                           | сыновья-наследники          | (Боковая линия претендентов, участников войны за великокняжеский престол). Скончалась до занятия мужем престола в 1433 и 1434 гг.               | Вознесенский монастырь Московского Кремля |
| Анастасия Андреевна, дочь Андрея Владимировича, князя Серпуховско-Радонежского |                                                                |         |                                 | Василий Юрьевич Косой  |                                | неизвестно                  | (Боковая линия претендентов, участников войны за великокняжеский престол)                                                                       | ?                                         |
| Софья Дмитриевна                                                               |                                                                |         | не позднее 1436 — не ранее 1456 | Дмитрий Юрьевич Шемяка | 1436 (?)                       | сын, дочь                   | (Боковая линия претендентов, участников войны за великокняжеский престол)                                                                       | ?                                         |
| Мария Борисовна, княжна Тверская                                               |                                                                |         | (ум.1467)                       | Иван III               | 1452                           | один сын                    | умерла при жизни мужа, предположительно отравлена                                                                                               | Вознесенский монастырь Московского Кремля |
| София Фоминична Палеолог                                                       | При рождении Зоя Палеологиня                                   |         | (ум.1503)                       | Иван III               | 1472                           | наследник, сыновья, дочери  | скончалась при жизни мужа | Вознесенский монастырь Московского Кремля |
| Соломония Юрьевна Сабурова                                                     | в иночестве София, канонизирована как святая София Суздальская |         | (ок.1490-1542)                  | Василий III            | 1505 Выбрана на смотре невест. | детей нет                   | Пострижена в монахини из-за бесплодия | Покровский монастырь (Суздаль)            |
| Елена Васильевна Глинская                                                      |                                                                |         | (1508—1538)                     | Василий III            | 1526                           | наследник                   | скончалась правящей регентшей после смерти мужа. Предположительно отравлена (экспертиза скелета в XX веке показала повышенное содержание ртути) | Вознесенский монастырь Московского Кремля |